# Aeolus nigriventris
Aeolus nigriventris là một loài bọ cánh cứng trong họ Elateridae. Loài này được Schaeffer miêu tả khoa học năm 1917.